# حسين فيصل
حسين فيصل المرزوق (مواليد سنة 1986)، المعروف باسم حسين فيصل، هو منشد ومنتج موسيقى وملحن من البحرين.

## النشأة
ولد فيصل في مدينة بني جمرة بالبحرين. هو الثالث من بين خمسة أطفال. حصل على بكالوريوس نظم معلومات الأعمال من جامعة البحرين.

## مسيرته
بدأ فيصل حياته المهنية في إنتاج الموسيقى بالتركيز على الإنتاج الموسيقي الإسلامي بشكل رئيسي باللغة العربية، في بداية الألفية. كما شارك في التدريب الصوتي العام من وقت لآخر. 
بدأ مسيرته في وقت مبكر، وفي عام 2014 أصدر ألبومه الأول، وحصد ملايين المشاهدات لمقاطع الفيديو الخاصة به على قناته على يوتيوب. عُرضت أعماله في العديد من القنوات التلفزيونية الإسلامية، وأيضا في عدد من البرامج الإذاعية الإسلامية.
يتردد كثيرا بين البحرين والعراق وقد سبق له أن أدّى في عمان والسعودية ولندن ولبنان وإيران.

## أعماله
- أرد أنشدك (2014)[3]
- اذكرني (2015)[4]
- عمري ابلا وجودك
- يا محرم (2016)[5]
- تستاهل أكثر
- قصتي [6]

## روابط خارجية
- Faisal's Music Library at Shia Voice (in Arabic)